# Monodactylus
Monodactylus é um gênero de monodactylídeo que pode chegar habitar ambientes de água doce, salgada ou salobra. São popularmente conhecidos como mono, mas possui outros nomes comuns como peixe-diamante e natunga. O gênero pode ser encontrado no Atlântico Oriental e na região do Indo-Pacífico.

## Espécies
Atualmente são conhecidos 4 espécies que pertencem ao gênero Monodactylus:
- Monodactylus argenteus (Linnaeus, 1758)
- Monodactylus falciformis Lacépède, 1801
- Monodactylus kottelati Pethiyagoda, 1991
- Monodactylus sebae (Cuvier, 1829)